# リクルート (映画)
『リクルート』（原題：The Recruit）は、2003年に公開されたアメリカ映画。

## ストーリー
ジェームズはエリート校MIT（マサチューセッツ工科大学）の学生の中でも、最も優秀な学生。卒業後にコンピューター業界で成功するのは誰の目にも明らかだった。だが、ジェームズにはどうしても消えない心残りがあった。1990年に南米で起こった飛行機墜落事故で、ジェームズの父親は消息不明になり、しかもこれが本当に事故なのかどうかすら怪しく、今もジェームズはネットで情報を集めていた。
そんなある日、バークというCIA（米中央情報局）のリクルーターから突然の訪問を受けるジェームズ。バークは行方不明のジェームズの父親の過去に関る話をする。「本物の工作員は、公の記録には載らない」等と言って、ジェームズの父親がCIAの工作員だと明言しないバークだが、彼がジェームズに語る話の内容や、見せられた「殉職した工作員の追悼碑」に記された1990年に工作員1名が殉職したことを示す、1個の★のマークが頭に染み付いて離れなくなったジェームズは大企業の誘いを蹴ってCIAの門を潜る。
採用試験と面接を突破したジェームズだったが、これはまだ序の口だった。CIAの特別訓練施設、通称ファームでジェームズを含む訓練生達は、バークから工作員として必要な技能である、人を騙す技術を教え込まれる。相手を騙し、相手の嘘を見抜き、自分の嘘を相手に見抜かれぬよう、常に緊張を強いられる一同。ジェームズは緊張で精神が磨り減る日々を送るが、美しい女性訓練生レイラに惹かれる。だが、バークに連れて来られたバーで「女を口説く訓練任務」を課されたジェームズは、なぜか自棄酒を喰らうレイラを見つける。訓練生をクビにされたと嘆くレイラを優しく介抱し、バーから連れ立って外へ出た途端、「任務終了」を告げるバークの声が響いた。バークがレイラに課した訓練任務は「ジェームズの妨害」で、レイラを前に自分に課された任務よりも私情を優先したジェームズは、完全に騙されてしまった。
人を愛する心もここでは相手に付け入る武器でしかない。CIAの工作員が非情な世界に生きていることを見せ付けられたジェームズだが、それでもレイラを愛する心は消えず、レイラもジェームズに愛情を寄せる。一方で訓練は大変危険度が高く、高度な技術が要求される「尾行」まで進んだ。ジェームズはレイラとペアを組んで、指定された人物を尾行する訓練任務に臨む。無難に任務を消化するジェームズを突然謎の男達が襲撃し、彼を拉致する。これも訓練の一部だと捉えるジェームズだが、男達は彼に様々な拷問を加える。次第にこれが訓練ではなく、敵側の工作員による機密情報目当ての拉致だという疑念を否定できなくなったジェームズは、決して口を割るまいと拷問に耐える。だが、レイラも自分と同じ様に捕らえられていると聞かされたジェームズはとうとう男達の言うがままに、機密情報を自白した。
次の瞬間、そこにバークと傷1つ無いレイラ、さらに他の訓練生一同が現れる。バークは皆を前に説明する。拷問に屈すると、人は何でも白状してしまう、と。これは完全抜き打ちの拷問訓練で、ジェームズが落第したのは当の本人にももはや明確だった。CIAに入ろうと決意してから最大最悪の失敗に完全に打ちひしがれるジェームズ。だが、バークはジェームズの元にやって来て、思いもかけない話をした。
「これで君は本物の工作員だ。CIAの内勤職員を装って働け。先の一件で、誰も君が工作員だとは考えない」
バークの言葉に衝撃を受けるジェームズ。優秀な訓練生から落第生へ転落させたのは、このための布石だったと気付き、バークが課す新しい任務を引き受ける。任務の中身はCIAに潜む内通者の調査。表向き落第生のジェームズにとっては打ってつけの任務だった。レイラと「内勤職員として」再会しつつ、彼は調査を進める。だが、やがてジェームズは疑惑や欺瞞に満ちた迷宮の中に、足を踏み入れていく・・・。

## キャスト
※括弧内は日本語吹替
- ウォルター・バーク - アル・パチーノ（谷口節）

CIAの特別訓練基地主席教官。有能な人物を探してリクルートしている。
- ジェームズ・ダグラス・クレイトン - コリン・ファレル（森川智之）

MIAの首席卒業生。コンピューターに詳しい。謎の死を遂げた父のことを調べている。
- レイラ・ムーア - ブリジット・モイナハン（本田貴子）

CIAの訓練を受けた新人。ジェームズと恋仲になる。
- ザック - ガブリエル・マクト（神奈延年）

ザックが秘密基地での訓練を共にした男。
- アラン - ケン・ミッチェル（加瀬康之）

ジェームズの友人。
- ロニー・ギブソン - マイク・リアルバ（田中一成）

訓練生。
- デニス・スレイン - カール・プルーナー（野島昭生）

CIA本部作戦部長補佐。ジェームズに期待しており、ジェームズの父のことも知っている。

## 言葉
- ウォルター・バーク: Nothing is what it seems.